# Liste der Kulturdenkmale in Kirchbarkau
In der Liste der Kulturdenkmale in Kirchbarkau sind alle Kulturdenkmale der schleswig-holsteinischen Gemeinde Kirchbarkau (Kreis Plön) aufgelistet (Stand: 10. März 2025).

## Legende
In den Spalten befinden sich folgende Informationen:
- Objekt-ID: die Nummer des Kulturdenkmales
- Lage: die Adresse des Kulturdenkmales und die geographischen Koordinaten. Kartenansicht, um Koordinaten zu setzen. In der Kartenansicht sind Kulturdenkmale ohne Koordinaten mit einem roten Marker dargestellt und können in der Karte gesetzt werden. Kulturdenkmale ohne Bild sind mit einem blauen Marker gekennzeichnet, Kulturdenkmale mit Bild mit einem grünen Marker.
- Offizielle Bezeichnung: Bezeichnung des Kulturdenkmales
- Beschreibung: die Beschreibung des Kulturdenkmales
- Bild: ein Bild des Kulturdenkmales

## Sachgesamtheiten
| Objekt-ID      | Lage                                        | Offizielle Bezeichnung | Beschreibung | Bild                             |
| -------------- | ------------------------------------------- | ---------------------- | --- | -------------------------------- |
| 40797 Wikidata | Kirchenstraße (54° 12′ 42″ N, 10° 8′ 29″ O) | Kirche St. Katharinen  | Aktualisierung vorgesehen - Begründung: geschichtlich, künstlerisch, städtebaulich, Kulturlandschaft prägend - Schutzumfang: Kirche St. Katharinen mit Ausstattung, Glockenturm, Kirchhof, Grabmale bis 1870, Lindenkranz | weitere Fotos \| Fotos hochladen |

## Bauliche Anlagen
| Objekt-ID     | Lage                                           | Offizielle Bezeichnung                | Beschreibung | Bild                             |
| ------------- | ---------------------------------------------- | ------------------------------------- | --- | -------------------------------- |
| 5191          | Dorfstraße 11 (54° 12′ 35″ N, 10° 8′ 39″ O)    | ehem. Mühlenhaus                      | ehem. Mühlenhaus; 1893; eingeschossiger traufständiger Backsteinbau mit hohem Drempel, hölzernem Eingangsvorbau, mittigem Zwerchhaus und flachgeneigtem, schiefergedecktem Satteldach - Begründung: geschichtlich, städtebaulich - Schutzumfang: gesamtes Objekt - Denkmaltyp: Bauliche Anlage | BW                               |
| 3286 Wikidata | Dorfstraße 14 (54° 12′ 37″ N, 10° 8′ 37″ O)    | Fachhallenhaus                        | Alteintragung (Aktualisierung vorgesehen) - Begründung: geschichtlich, wissenschaftlich, künstlerisch - Schutzumfang: gesamtes Objekt - Denkmaltyp: Bauliche Anlage | Fotos hochladen                  |
| 4985          | Dorfstraße 17a (54° 12′ 32″ N, 10° 8′ 38″ O)   | Fachwerkscheune                       | Fachwerkscheune; Anfang 19. Jh.; ehem. Durchfahrtscheune in Fachwerkbauweise mit einseitiger Kübbung und reetgedecktem Schopfwalmdach - Begründung: geschichtlich, städtebaulich, Kulturlandschaft prägend - Schutzumfang: gesamtes Objekt - Denkmaltyp: Bauliche Anlage | BW                               |
| 3287 Wikidata | Kirchenstraße 18 (54° 12′ 43″ N, 10° 8′ 28″ O) | Fachhallenkate                        | Alteintragung (Aktualisierung vorgesehen) - Begründung: Alteintragung (Aktualisierung vorgesehen) - Schutzumfang: Alteintragung (Aktualisierung vorgesehen) - Denkmaltyp: Bauliche Anlage | Fotos hochladen                  |
| 3362          | Kirchenstraße (54° 12′ 42″ N, 10° 8′ 30″ O)    | Kirche St. Katharinen mit Ausstattung | Die Dorfkirche St. Katharinen wurde anstelle eines Vorgängerbaus von 1500 im Jahr 1695 als Saalkirche in Backstein errichtet, sie hat einen Gruftanbau von 1734. Der freistehende Glockenturm aus Holz ist vom Anfang des 16. Jahrhunderts. Alteintragung (Aktualisierung vorgesehen) - Begründung: geschichtlich, künstlerisch, städtebaulich - Schutzumfang: Kirche St. Katharinen mit Ausstattung, Glockenturm - Denkmaltyp: Bauliche Anlage, Sachgesamtheit: Kirche St. Katharinen | weitere Fotos \| Fotos hochladen |
| 4989 Wikidata | Mühlenberg 1 (54° 12′ 37″ N, 10° 8′ 41″ O)     | „Villa Marie“                         | „Villa Marie“; 1908; schlichter zweigeschossiger Putzbau mit Mansarddach und hohem Souterraingeschoss, zwischen zwei runden Ecktürmen der ehemalige Eingangsbereich mit von Säulen getragenem Balkon und geschweiftem Zwerchgiebel - Begründung: geschichtlich, städtebaulich, Kulturlandschaft prägend - Schutzumfang: gesamtes Objekt - Denkmaltyp: Bauliche Anlage | weitere Fotos \| Fotos hochladen |
| 8670          | Mühlenberg 4 (54° 12′ 36″ N, 10° 8′ 40″ O)     | Fachwerkkate                          | Fachwerkkate; 1. Hälfte 19. Jh.; eingeschossiger traufständiger Backstein-Fachwerkbau mit reetgedecktem Satteldach und Schleppgaube, Giebel im Obergeschoss verbrettert; kleiner ehemaliger Werkstattanbau nach Osten - Begründung: geschichtlich, Kulturlandschaft prägend - Schutzumfang: gesamtes Objekt - Denkmaltyp: Bauliche Anlage | BW                               |

## Gründenkmale
| Objekt-ID      | Lage                                        | Offizielle Bezeichnung | Beschreibung | Bild |
| -------------- | ------------------------------------------- | ---------------------- | --- | ---- |
| 13522 Wikidata | Kirchenstraße (54° 12′ 42″ N, 10° 8′ 28″ O) | Kirchhof               | Alteintragung (Aktualisierung vorgesehen) - Begründung: geschichtlich, Kulturlandschaft prägend - Schutzumfang: Kirchhof, Grabmale bis 1870, Lindenkranz - Denkmaltyp: Gründenkmal, Sachgesamtheit: Kirche St. Katharinen | BW   |

## Quelle
- Liste der Kulturdenkmale in Schleswig-Holstein – Kreis Plön (PDF)

- Karte mit allen Koordinaten:
- OSM |
- WikiMap